# Live at Montreux 1997
Live at Montreux 1997 – koncertowe DVD amerykańskiego muzyka Raya Charlesa, wydane w 2006 roku. Przedstawia ono występ Charlesa w ramach festiwalu Montreux Jazz Festival, który miał miejsce w 1997 roku. Na DVD prócz takich hitów muzyka, jak m.in. „Busted”, „What’d I Say”, „I Can’t Stop Loving You” oraz „Georgia on My Mind”, znalazła się swingowa wersja instrumentalnego utworu „Scotia Blues” Oscara Petersona, a także bardzo funkowa piosenka „Watch Them Dogs”.
Materiał bonusowy Live at Montreux 1997 stanowi biografia Charlesa wraz z linią czasu. Jednak najciekawszym dodatkiem do DVD jest ścieżka z głosem muzyka. Opowiada on wiele anegdot z przeszłości oraz obszernie wypowiada się na temat poszczególnych piosenek swojego autorstwa.
Ten sam koncert ukazał się również na DVD Live at the Montreux Jazz Festival w 2002 roku.

## Lista utworów
1. „I Don’t Know”
2. „Ray Charles Opener”
3. „I’ll Be Home”
4. „Busted”
5. „Georgia on My Mind”
6. „Mississippi Mud”
7. „Just for a Thrill”
8. „You Made Me Love You”
9. „Angelina”
10. „Scotia Blues (Blues for Big Scotia)”
11. „Song for You”
12. „Do It to Me Slow”
13. „Watch Them Dogs”
14. „Shadows of My Mind”
15. „Smack Dab in the Middle”
16. „I Can’t Stop Loving You”
17. „People Will Say We’re in Love”
18. „What’d I Say”